# Bushido
Bushido (Krigerens Vej) er moralkodeks og en filosofi for den japanske kriger (bushi).
Bushido blev udviklet i det feudale Japan, men først samlet i skrifter sent.
En berømt samling af bushido er den såkaldte "Hagakure" citeret af samuraien Yamamoto Tsunetomo i dennes alderdom.

## De Syv Dyder i Bushido
- Retskaffenhed (義, gi)
- Mod (勇, yū)
- Godgørenhed (仁, jin)
- Respekt (礼, rei)
- Ærlighed (誠, makoto)
- Ære (名誉, meiyo)
- Loyalitet (忠義, chūgi)